# Lego El Señor de los Anillos
Lego El Señor de los Anillos es un videojuego basado en El Señor de los Anillos y en Lego desarrollado por Traveller's Tales para Nintendo 3DS, Nintendo DS, PlayStation Vita, Microsoft Windows, Wii, PlayStation 3, Xbox 360 y dispositivos iOS (iPad, iPhone y iPod touch). La versión de macOS, desarrollada por FeralInteractive, fue lanzada en febrero de 2013. Los fanes de Lego y de El Señor de los Anillos podrán disfrutar este gama de figuras basadas en la licencia de Tolkien, pero también de un nuevo videojuego desarrollado por Traveller's Tales. La noticia parte de los primeros sets de personajes de Lego basados en El Señor de los Anillos que se han publicaciones especializadas en la juguetera, que incluyen el logo del estudio Los Ángeles. El juego está basado en las tres películas de Peter Jackson.

## Sinopsis
El videojuego sigue la misma sinopsis que la trilogía de películas. El videojuego narra el viaje del protagonista principal, Frodo Bolsón un hobbit, para destruir el Anillo Único y la consiguiente guerra que provocará el enemigo para recuperarlo, ya que es la principal fuente de poder de su creador, el Señor oscuro Sauron.

## General
- Sam, Merry y Pippin no tienen una sartén, una caña de pescar y una cubeta, respectivamente, en la película.
- Radagast no apareció en la película. En el libro solo se menciona en el Concilio de Elrond.
- La mayor parte de las escenas de Denethor en El Retorno del Rey se omiten, pero sí aparecen en la versión portátil del juego.
- La escena Puertos Grises aparece como un final secreto que termina la historia de El retorno del rey si el jugador se las arregla para completar el juego al 100%.

## La comunidad del anillo
- La decisión de Isildur de no destruir el Anillo se coloca en el nivel Prologue, en la película aparece como un flashback durante una conversación entre Gandalf y Elrond.
- El cumpleaños de Bilbo se omite en el juego, pero aparece en la versión portátil.
- Frodo encuentra el Anillo durante la fiesta de cumpleaños en la película, pero en el juego lo encuentra al día siguiente de que Bilbo lo dejara en Bolsón Cerrado.
- En el juego, Frodo tira accidentalmente el anillo en una taza que revela la escritura élfica. En la película, él ve la escritura después de Gandalf pusiera el anillo en la chimenea de Bolson Cerrado.
- En el juego, Sam escucha a escondidas la conversación de Frodo y Gandalf en una chimenea, en la película, la escucha desde una ventana.
- Gandalf combate con Saruman después de que Frodo y Sam salen de la Comarca en la película. Sin embargo en el juego,  tiene lugar en el centro de encuentro de los Hobbits con el Jinete Negro.
- La escena Poney Pisador en el juego muestra a los Hobbits bebiendo de sus tazas y comiendo baquetas.
- Cuando Pippin le pregunta a Merry "¿qué es eso?" en el juego después de ver varias baquetas en una taza, él responde "algo para el camino." Merry dice esa línea en El Retorno del Rey .
- En el juego después de que Frodo se pone el Anillo, los Espectros del Anillo llegan al Poney Pisador y Butterbur les muestra donde esta el anillo, lo que resulta ser una trampa cuando Aragorn los encierra en el baño. En la película, aparecen por la noche y piensan que están durmiendo en la habitación por lo que apuñalaron sus camas mientras Butterbur trata de no hacer ruido.
- En la película, Frodo estaba a punto de advertir a Pippin que no diga su nombre delante de los hombres de Bree y este golpeó accidentalmente a Frodo, lo que le hace tropezar al revés y que el anillo caiga directamente en su dedo. En el juego, Pippin golpea Frodo cuando se levantó de la mesa para ir a tomar un poco más baquetas.
- En la película, Aragorn y los hobbits llegan a la Cima de los Vientos antes del anochecer. En el videojuego, llegan al caer la noche.
- Pippin le pregunta a Merry y a Sam "¿qué pasa con el segundo desayuno?" lo que llevó a Sam a sacar su sartén. En la película, le pide a Aragorn el segundo desayuno antes de llegar a la Cima de los Vientos.
- Después de que Frodo se despierta para encontrar a Sam, Merry y Pippin cocinando mientras el fuego está encendido, Merry dice tomates, salchichas y tocino crujiente. En el juego en el rompecabezas de la cocina, él, Sam y Pippin reunieron un huevo, un pescado y un tomate.
- Sam dice "vamos a ver a los elfos", cuando se entera de que Aragorn, él y los hobbits están yendo a Rivendel. En el videojuego, dice esto cuando Aragorn dice que Frodo, fue apuñalado por una espada de Morgul, y que necesita medicina élfica para sanar.
- Los ojos de Frodo no se vuelven azules en el juego después de haber sido apuñalado por el Rey Brujo, quien lo apuñala en la axila en vez del hombro.
- En el juego, Aragorn, Sam, Merry y Pippin siguen Arwen cuando ella toma a Frodo para llevarlo a Rivendel huyendo de los Espectros del Anillo.
- En lugar de curar a Frodo, Elrond utiliza un manual de instrucciones para reconstruirlo.
- Con la excepción de Gloin, algunos miembros de El Concilio de Elrond se omiten en el juego.
- Sam, Merry y Pippin a diferencia del juego en el que aparecen con sus disfraces, no aparecen en el Concilio hasta que después de escuchar que Frodo será el que destruya el Anillo.
- Bilbo no ve el anillo en el juego cuando él le da a Frodo su camisa Mithril y a dardo.
- La comunidad nunca esperó a Frodo en la película al partir el viaje.
- En el juego, la comunidad no entra en las Minas de Moira hasta después de que la criatura atacara a Frodo, pero ellos no entran en la película antes de que aparezca la criatura.
- Pippin en realidad nunca se queda atascado en el pozo en la película.
- Boromir dice que "tienen un troll de las cavernas" cuando lo escucha. En el juego, dice que cuando lo ve.
- Aragorn no utiliza un arco en Moria. En la película, él lo utiliza en la Tumba de Balin, disparando a través de pequeñas grietas en la puerta y él lo usa varias veces en el Puente de Khazad-dum.
- Cuando Gimli intenta saltar, Legolas lo salva agarrándole la barba pero en el juego Aragorn lo salva de caer de las escaleras.
- La batalla de Gandalf con el Balrog aparece en el inicio de Las dos torres, en el juego aparece cerca del final del nivel las Minas de Moria.
- Pippin se come una manzana mientras la comunidad del anillo llora la pérdida de Gandalf.
- El Espejo de Galadriel aparece en la versión portátil del juego.
- Aragorn no recibe su daga de Celeborn en el juego.
- En el juego, Frodo es el único que recibe una capa élfica. En la película, todos los miembros (excepto Gandalf) reciben una.
- En el juego, la capa elfica de Frodo se ve exactamente igual que la capa que tenía inicialmente.
- En Amon Hen, Aragorn, Legolas y Gimli encontraron a Frodo pero solo Aragorn lo encuentra en la película.
- Lurtz le dispara a Boromir con tres flechas e intento dispararle una cuarta flecha, en el juego, sin embargo, él le dispara con una flecha, un palo de escoba, un plátano y luego intenta dispararle con un pollo.
- Aragorn le lanza una zanahoria a Lurtz para detenerlo en el juego, pero él lo golpea con fuerza en la película. Aunque Boromir es fatalmente herido, él continúa combatiendo a Lurtz junto con Aragorn, para hacer el juego más cooperativo.
- En el juego la cabeza de Lurtz cae sobre el cuerpo hacia atrás, después de que fuera decapitado por Aragorn.
- Gollum nunca vio a Frodo y Sam navegando en la película.

## Las dos torres
- La primera aparición de Gollum en la película es cuando trata de atacar a Frodo y a Sam y tratando de quitarles el Anillo. En el videojuego, fue visto por primera vez espiándolos.
- Sam dice a Frodo: "Tú no lo ves, ¿verdad? Es un villano." Él dice esta línea en la tercera película.
- Los Jinetes de Rohan no realizan su danza de sincronización en la película.
- Éomer en el juego aparece como un tipo muy simpático.
- En la película, Bárbol lleva a Merry y Pippin. En el videojuego, solo lleva a Pippin.
- En la película, Grishnákh es el único orco que realmente va dentro Bosque de Fangorn. En el juego, él entra y manda otros orcos para matar a Merry y a Pippin.
- La parte de la película en la que Gandalf le cuenta a Aragorn su continua batalla con el Balrog en la parte superior de la torre se coloca en el nivel "Domesticando a Gollum" en el juego.
- Lengua de Serpiente nunca fue atrapado en jaulas en Edoras en la película
- Frodo, Sam y Gollum nunca vieron a los soldados Haradrim entregar una pizza en la Puerta Negra en la película.
- Todos los eventos en Ithillien se omiten, aunque algunas de las citas mencionadas en la escena Ithillien se dicen después de un ataque de los Rangers de Gondor.
- En la película, Théoden vuelve de nuevo a su estado normal, pero en el juego Éowyn le arranca la barba para quitarle la maldición.
- En el juego, Aragorn dice la línea "Éomer es leal. Sus hombres volverán y pelearán por su rey" a Gandalf, mientras que en la película, dice esto a Théoden.
- En el juego después de cortar al orco a la mitad, sus pies se ponen entre las piernas de Aragorn haciéndolo caer por un precipicio. En la película se cae por el precipicio cuando su pie queda atrapado en uno de los jinetes de huargos.
- En la película, Faramir le pide sus nombres a Frodo y Sam durante su captura por él y sus hombres en el Estanque Vedado. En el juego, Frodo lo encuentra después de que él, Sam y Gollum los ven acabar con los soldados Haradrim y los olifantes.
- En la película, Gollum persuade a Faramir para quitarle el Anillo a Frodo, mientras que en el videojuego, Faramir actúa como su hermano y trata de tomar por sí mismo.
- Aragorn llega al Abismo de Helm en el juego después de que Gimli le dijera a Éowyn que Aragorn se cayó. En la película, él llega al Abismo de Helm, donde es recibido por Legolas y Gimli antes de advertir a Théoden del ejército de Urk-hai que llegara al caer la noche.
- El cuerno de orco se escucha cuando los elfos llegan al Abismo de Helm en el juego.
- El soldado interpretado por Peter Jackson lanza un trofeo a un Uruk-Hai en lugar de una lanza en el juego.
- En el juego, Uglúk es un orco y está en la Puerta Negra, mientras que en la película él es un Uruk-hai y está en el grupo scout Uruk quienes capturaron a Merry y Pippin.
- En el juego, en el Abismo de Helm, Aragorn no sugiere pedir ayuda a Gondor a cuando Théoden le pregunta quién va a venir.
- Los elfos llegan al Abismo de Helm inmediatamente después de que Théoden le pregunta a Aragorn, quien vendrá a ayudar a los Rohirrim.
- En el juego, Aragorn no le pregunta a Gamling si hay alguna otra manera de salir. En la película, Gamling responde diciendo "Hay un pasaje que conduce a las montañas, pero no llegaran muy lejos, los Uruk-hai son demasiados"
- En el juego, Aragorn dice "vengan conmigo" en la puerta, pero en la película lo dice en la torre de orthanc.
- Frodo, Sam y Gollum se escaparon de Osgiliath un día antes de que los orcos llegaron en la película. En el juego, están ahí al mismo tiempo.
- Merry y Pippin cabalgaron a Bárbol, mientras que atacan Isengard pero en el juego solo Pippin cabalga a Bárbol mientras Merry cabalga un Ent.
- Aragorn, Gandalf, Legolas con Gimli, Éomer, Gamelin, Théoden y los soldados de Rohan encuentran a Merry y a Pippin después de la inundación de Isengard en El Retorno del Rey . El juego sigue al libro con la única excepción de que Aragorn, Gandalf, Legolas, Gimli y Théoden llegan a Isengard inmediatamente después.
- Saruman se vio por última vez cuando él es apuñalado por Lengua de Serpiente y se cae de la parte superior de Orthanc con el Palantir en la edición extendida de El Retorno del Rey (en el libro él es asesinado por Lengua de Serpiente en La Comarca). En el juego, tira el Palantir desde el balcón a media altura de Orthanc y golpea a Pippin.

## El retorno del rey
- Frodo entra solo a la guarida de Ella-Laraña, en el juego Gollum entra allí con él.
- En las versiones portátiles del juego, el Wilhelm Scream se puede escuchar desde la segunda guardia de Gondor después de ver el ejército orco.
- En las versiones de consolas, Denethor no aparece en el juego en absoluto, por lo que sus escenas con Faramir y su locura se omitieron por completo a pesar de que puede ser comprado como un personaje jugable.
- En la película, Éowyn sube a Merry sobre su caballo. En el juego, ella lo sube a una cabra.
- En el juego, después de la primera caída larga de Gollum (no la que pasa en el Monte del Destino), es cuando Frodo ve a Sam y lo perdona, mientras que en la película, es después de que Sam lo salva en Cirith Ungol.
- Shagrat nunca ayudó a Sam a derrotar a Ella-Laraña en la película. Eso fue para hacer que el juego sea más cooperativo.
- Cuando Ella-Laraña pica a Frodo, sus ojos se vuelven blancos y hace un gesto impactante en el juego, mientras que en la película, babea espuma de su boca y su cara se vuelve pálida.
- En la película, Éowyn lucha sola con El Rey Brujo. Tan pronto como él estaba a punto de acabar con ella, Merry aparece de la nada y lo apuñala. En el juego, Merry y Éowyn luchan con El Rey Brujo juntos.
- El Rey Brujo se desintegra en el juego después de que Éowyn lo derrota.
- En los subtítulos del juego se le llama a Call Guritz "capitán orco del puerto".
- En el juego, Frodo no aparece atado y con el rostro cubierto en una telaraña de Ella-Laraña.
- En el juego, Gorbag muere a manos de Frodo y Sam cuando tocan una lámpara en el techo y cae sobre él y, cae en lo más profundo de la torre de Cirith Ungol. Antes de eso, Sam golpea a Gorbag con una sartén que hace que pierda el equilibrio. En la película, Sam mata a Gorbag por detrás antes de que él intentara torturar a Frodo.
- Sam nunca le da el Anillo a Frodo en el juego después de que él lo rescata. En cambio, el anillo se oculta en el interior de la camisa de Frodo.
- El juego cuenta con la parte del libro que se omitió en la película en la que Frodo y Sam salen de Cirith Ungol, usando armaduras de orco como disfraces.
- Éomer no aparece como un personaje jugable en el nivel de la Puerta Negra a pesar de estar presente en la película.
- Durante la batalla en la Puerta de Negra, Boca de Sauron no aparece allí cuando se abre la puerta. En su lugar el ejército de Sauron marcha inmediatamente. Sin embargo, Boca de Sauron está disponible para ser comprado como un personaje jugable en el juego. Pero en la versión portátil del juego, en libro y en la edición extendida de la película si aparece en la puerta.
- Frodo y Sam llegan Monte del Destino, mientras que la batalla de la Puerta Negra está pasando en la película. En el juego, estos se dividieron en dos niveles, con la Puerta Negra como el penúltimo nivel y el Monte del Destino como el nivel final.
- En el juego, Gollum deja a Sam inconsciente al golpearlo con una maceta, en la película, lo deja inconsciente al golpearlo con una roca.
- En el juego, Gollum arranca la mano a Frodo de un mordisco, pero Frodo después se la vuelve a poner, en la película le arranca el dedo que lleva el anillo de un mordisco.
- Sam no agarra la mano de Frodo hasta después de que Sauron es derrotado en el juego.
- En el juego, cuando las águilas llegan para salvar a Frodo y Sam después de que los dos escaparon del Monte del Destino, Gandalf lleva un sombrero y gafas de aviador e incluso manivelas y una palanca en el águila cuando está volando.
- Algunos de los múltiples finales de la película se omiten en el juego.
- En el final secreto se muestra a Frodo entregando el libro rojo a Sam. Esta versión de la escena de los Puertos Grises juega más como un final feliz cuando Aragorn, Legolas, Gimli y Boromir (este último aparece como un fantasma), se unen a los miembros restantes de la comunidad, que ven cómo el barco élfico deja la Tierra Media.

- Datos: Q2082291